# Liste der Biografien/Nev
Liste der Biografien |
Portal Biografien |
Personensuche
# |
A |
B |
C |
D |
E |
F |
G |
H |
I |
J |
K |
L |
M |
N |
O |
P |
Q |
R |
S |
T |
U |
V |
W |
X |
Y |
Z |
?
 
Na |
Nb |
Nc |
Nd |
Ne |
Nf |
Ng |
Nh |
Ni |
Nj |
Nk |
Nl |
Nm |
Nn |
No |
Nr |
Ns |
Nt |
Nu |
Nv |
Nw |
Nx |
Ny |
Nz
 
Nea |
Neb |
Nec |
Ned |
Nee |
Nef |
Neg |
Neh |
Nei |
Nej |
Nek |
Nel |
Nem |
Nen |
Neo |
Nep |
Ner |
Nes |
Net |
Neu |
Nev |
New |
Nex |
Ney |
Nez
Die Liste der Biografien führt alle Personen auf, die in der deutschsprachigen Wikipedia einen Artikel haben. Dieses ist eine Teilliste mit 233 Einträgen von Personen, deren Namen mit den Buchstaben „Nev“ beginnt.

## Nev

### Neva
- Nevada-tan (* 1992), japanische Mörderin
- Nevado Gil, Mario (* 2002), spanischer Handballspieler
- Nevado Rodriguez, Ángel (* 1981), spanischer Fußballschiedsrichterassistent
- Nevado, Juan Carlos (* 1982), deutscher Hockeyspieler
- Neval, Bridget (* 1985), kanadische Schauspielerin
- Nevala, Johannes (* 1966), Künstler
- Nevala, Pauli (1940–2025), finnischer Speerwerfer und OlympiasiegerPauli Nevala (1940–2025)

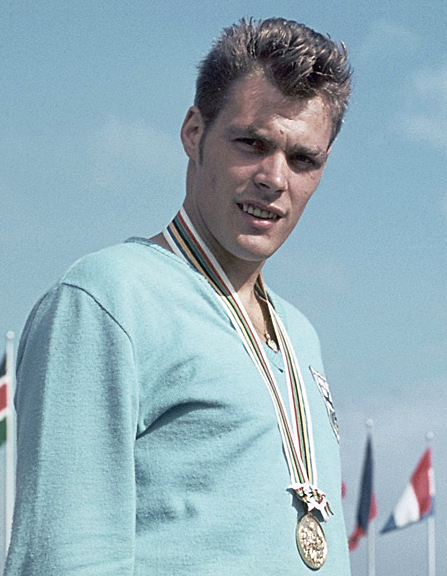
Pauli Nevala (1940–2025)

- Nevala-Lee, Alec (* 1980), US-amerikanischer Autor
- Nevalainen, Frida (* 1987), schwedische Eishockeyspielerin
- Nevalainen, Jukka (* 1978), finnischer Schlagzeuger
- Nevalainen, Lauri (1927–2005), finnischer Ruderer
- Nevalainen, Pekka (* 1951), finnischer Künstler
- Nevanlinna, Arne (1925–2016), finnischer Architekt, Hochschullehrer und Schriftsteller
- Nevanlinna, Frithiof (1894–1977), finnischer Mathematiker
- Nevanlinna, Rolf (1895–1980), finnischer Mathematiker
- Nevano, Vittorio (* 1937), italienischer Dokumentarfilmer und Fernsehregisseur
- Nevar, Elya Maria (1894–1976), deutsche Schauspielerin, Regisseurin und Anthroposophin
- Nevares, Eduardo Alanis (* 1954), US-amerikanischer Geistlicher, Weihbischof in Phoenix
- Nevares, Jaime de (1915–1995), argentinischer Salesianer Don Boscos und römisch-katholischer Bischof
- Nevárez, Micaela (* 1972), puerto-ricanische Schauspielerin

### Neve
- Nève, Dorothée de (* 1964), Schweizer Politikwissenschaftlerin und Hochschullehrerin
- Neve, Eddy de (1885–1943), niederländischer Fußballspieler
- Neve, Felipe de († 1784), spanischer Kolonialgouverneur von Oberkalifornien
- Neve, Frans de (* 1632), flämischer Maler, Zeichner und Druckgraphiker
- Neve, Hans Hinrich (* 1957), deutscher Politiker (CDU), MdL
- Neve, Jef (* 1977), belgischer Jazzmusiker
- Neve, Johann (1844–1896), deutscher Anarchist
- Nève, José de (1933–2019), Schweizer Glasmaler, Maler, Zeichner, Illustrator, Kunstpädagoge
- Neve, Margaret Ann (1792–1903), ältester MenschMargaret Ann Neve (1792–1903)

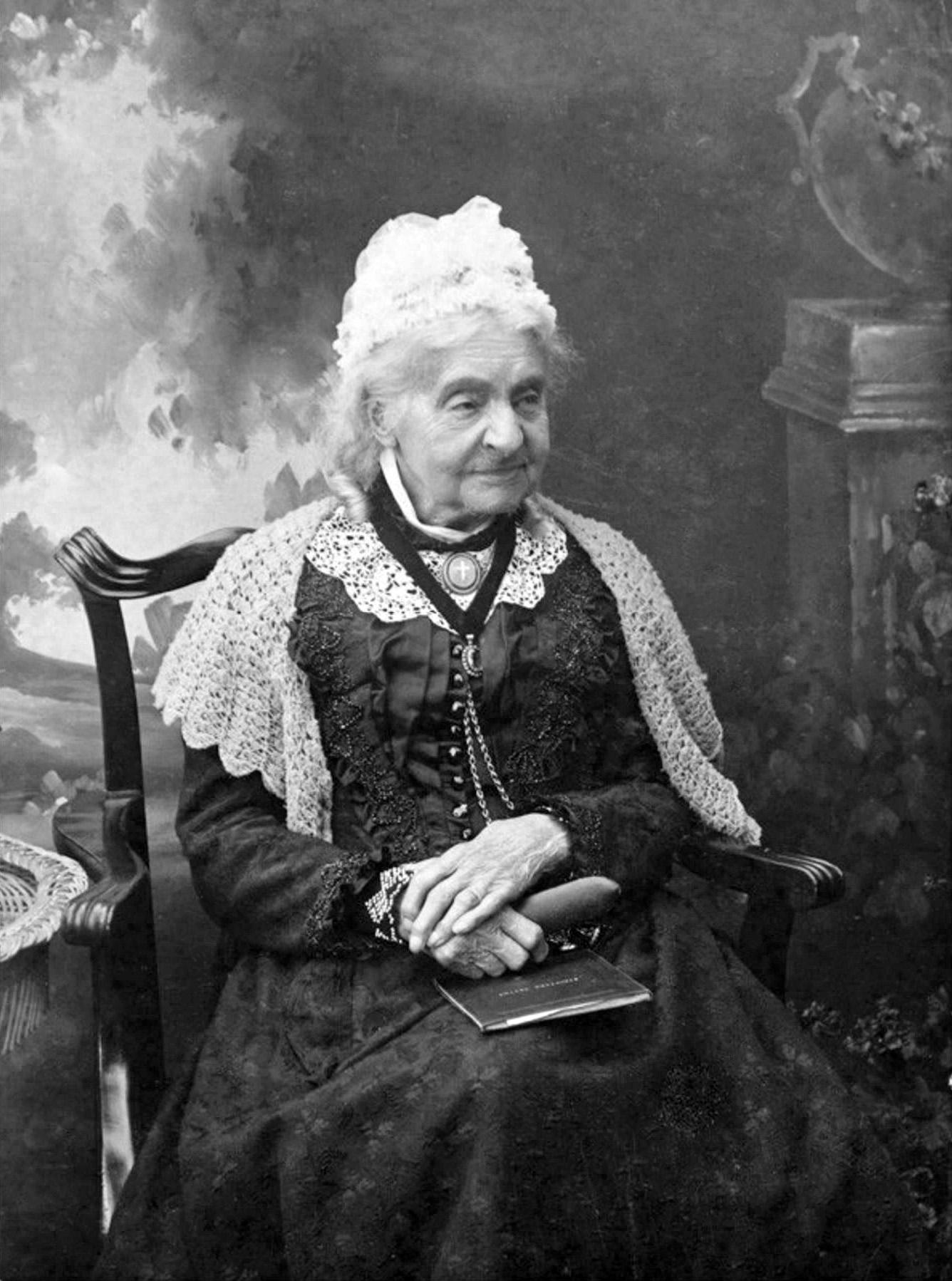
Margaret Ann Neve (1792–1903)

- Neve, Max (1901–1965), deutscher Arzt in Buenos Aires
- Nève, Monica (* 1933), belgische Musikerin und Mitbegründerin des gemeinnützigen Vereins "Nativitas"
- Nève, Patrick (1949–2017), belgischer Automobilrennfahrer
- Neve, Peter (1906–1985), deutscher Architekt
- Neve, Peter (1929–2014), deutscher Bauforscher
- Neve, Rotraut de, deutsche Schauspielerin, Theaterregisseurin und Tanztheaterinterpretin
- Neve, Rupert (1926–2021), britisch-US-amerikanischer Tontechniker und Unternehmer
- Neveďalová, Katarína (* 1982), slowakische Politikerin (SMER), MdEP
- Nevednichy, Vladislav (* 1969), rumänisch-moldauischer Schachspieler
- Neveldine, Mark (* 1973), US-amerikanischer Regisseur und Drehbuchautor sowie Filmproduzent
- Neveling, Wilhelm (1908–1978), deutscher Architekt
- Nevelson, Louise (1899–1988), US-amerikanische Malerin und Bildhauerin
- Nevelson, Neith (* 1946), US-amerikanische Malerin
- Neven Du Mont, August (1866–1909), deutscher Maler
- Neven DuMont, Alfred (1868–1940), deutscher Verleger
- Neven DuMont, Alfred (1927–2015), deutscher VerlegerAlfred Neven DuMont (1927–2015)

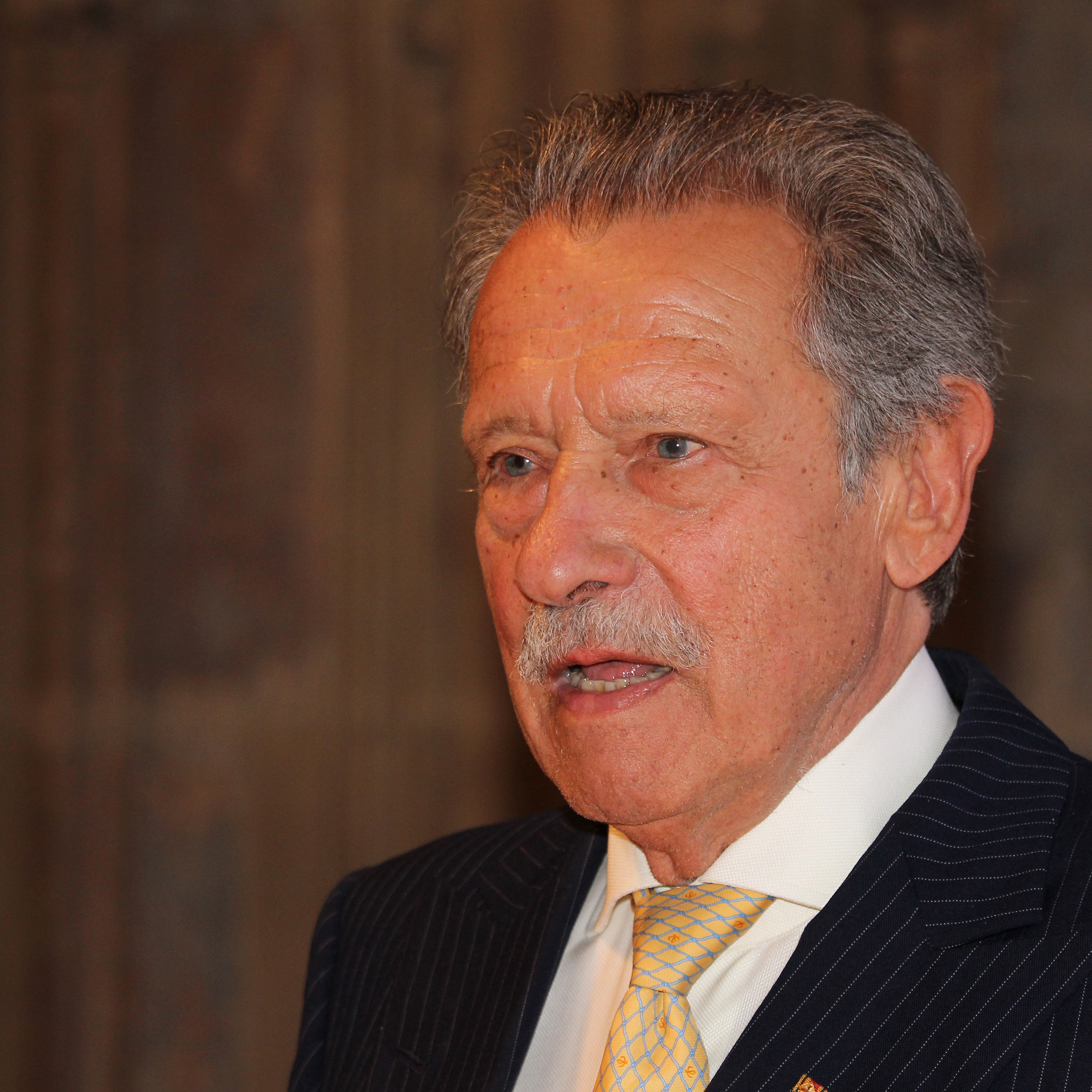
Alfred Neven DuMont (1927–2015)

- Neven DuMont, Alice (1877–1964), deutsche Frauenrechtlerin und Sozialpolitikerin
- Neven DuMont, August (1832–1896), deutscher Verleger
- Neven DuMont, August (1887–1965), deutscher Verleger
- Neven DuMont, Hedwig (* 1946), deutsche Verlegersgattin
- Neven DuMont, Isabella (* 1968), deutsche Journalistin, Unternehmerin und Verlegerin
- Neven DuMont, Josef (1857–1915), deutscher Jurist, Verleger, Abgeordneter im Provinziallandtag und Vorsitzender der Kölner Handelskammer
- Neven DuMont, Konstantin (* 1969), deutscher Unternehmer, Manager und Zeitungsverleger
- Neven DuMont, Kurt (1902–1967), deutscher Verleger
- Neven DuMont, Mark (1892–1972), deutscher Schriftsteller, Journalist und Fotograf
- Neven DuMont, Reinhold (* 1936), deutscher Verleger
- Neven DuMont, Spiridon (1967–1995), deutscher Fotograf, Videokünstler und Maler
- Neven, Frank (* 1995), belgischer Eishockeyspieler
- Neven, Friedrich (1902–1971), deutscher Politiker (NSDAP), MdR, MdL
- Neven, Hartmut (* 1964), deutscher InformatikerHartmut Neven (* 1964)

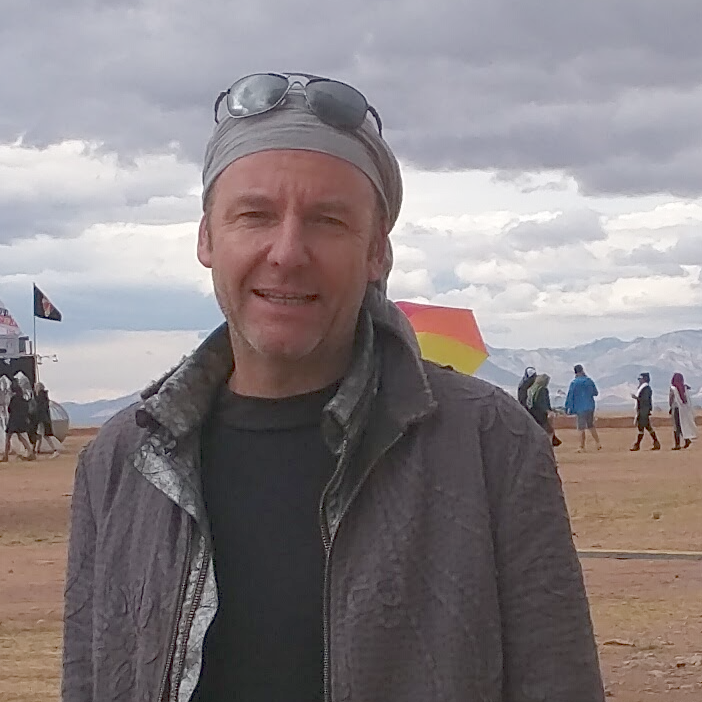
Hartmut Neven (* 1964)

- Neven, Hasso Ernst (1937–2021), deutscher Politiker (FDP), MdL
- Neven, Jan Bastiaan, niederländischer Cellist
- Neven, Mathieu (1796–1878), niederländisch-deutscher Unternehmer
- Neven-du Mont, Jürgen (1921–1979), deutscher Schriftsteller, Regisseur und Journalist
- Neven-Spence, Basil (1888–1974), schottischer Politiker
- Nevens, Jan (* 1958), belgischer Radrennfahrer
- Never Shout Never (* 1991), US-amerikanischer Popmusiker
- Never Sol (* 1989), tschechische Sängerin, Produzentin, Komponistin und Radiomoderatorin
- Never, Heinrich († 1553), Mönch des Franziskanerordens im Grauen Kloster in Wismar
- Nevera, Andrius (* 1973), litauischer Jurist
- Neverauskas, Arnas, litauischer Politiker
- N’Evergreen, Tomas (* 1969), dänischer Sänger
- Neverla, Irene (* 1952), österreichische Kommunikationswissenschaftlerin
- Nevermann, Hans (1902–1982), deutscher Ethnologe, Ozeanist und Reiseschriftsteller
- Nevermann, Jan (1935–2018), deutscher Politiker (SPD)
- Nevermann, Knut (1944–2024), deutscher Jurist und Politiker (SPD)
- Nevermann, Paul (1902–1979), deutscher Politiker (SPD), MdHB und Hamburger Erster BürgermeisterPaul Nevermann (1902–1979)

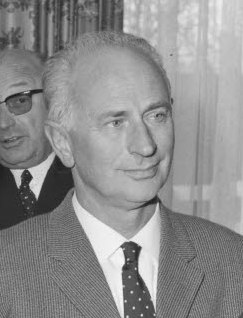
Paul Nevermann (1902–1979)

- Nevermind, Sidney, deutsche Musikerin
- Nevern, Nick (* 1980), britischer Schauspieler, Synchronsprecher und Filmemacher
- Nevers, Clèves, François I. de, duc de (1516–1562), Herzog von Nevers und Graf von Eu
- Nevers, Daniel (1946–2022), französischer Musikproduzent und Musikhistoriker
- Nevers, Ernie (1903–1976), US-amerikanischer American-Football-Spieler und -Trainer, Basketball- und Baseballspieler
- Neveršilová, Olga (1934–2021), tschechische Lehrbeauftragte für Slawische Sprachen und Literatur
- Neves Ferreira, Francisco Edimilson (* 1969), brasilianischer Geistlicher, Bischof von Tianguá
- Neves Rangel, Victor (* 1990), brasilianischer Fußballspieler
- Neves, Abdias da Costa (1876–1928), brasilianischer Rechtsanwalt, Journalist und Politiker
- Neves, Aécio (* 1960), brasilianischer Wirtschaftswissenschaftler und Politiker (Partido da Social Demócrata Brasileira)
- Neves, André (* 1975), portugiesischer Mathematiker
- Neves, Bruno (1981–2008), portugiesischer Radrennfahrer
- Neves, Carlos César (* 1987), brasilianischer Fußballspieler
- Neves, Daniel Tavares Baeta (1911–1980), brasilianischer Geistlicher, Bischof von Sete Lagoas
- Neves, Delfim (* 1965), são-toméischer Politiker
- Neves, Denílson Pereira (* 1988), brasilianischer Fußballspieler
- Neves, Derilson (* 1983), são-toméischer Fußballspieler
- Neves, Fernando, portugiesischer Diplomat und Politiker
- Neves, Fernando Pascoal (1947–1973), portugiesischer Fußballspieler
- Neves, Flávio Cardoso, osttimoresischer Politiker
- Neves, Gabriel (* 1997), uruguayischer Fußballspieler
- Neves, Hernâni (* 1963), portugiesischer Fußballspieler
- Neves, Higínio das (* 1966), osttimoresischer Offizier
- Neves, Ignácio Parreiras († 1794), brasilianischer Komponist
- Neves, Jaime (1936–2013), portugiesischer Militär
- Neves, João (* 2004), portugiesischer FußballspielerJoão Neves (* 2004)

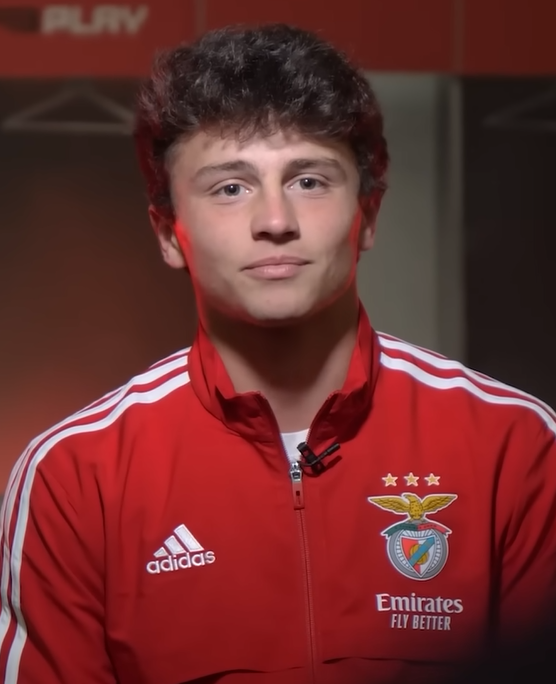
João Neves (* 2004)

- Neves, John (1931–1988), US-amerikanischer Jazzmusiker (Kontrabass)
- Neves, José (* 1962), osttimoresischer Beamter und Präsidentschaftskandidat
- Neves, José (* 1995), portugiesischer Radrennfahrer
- Neves, José Lázaro (1902–1991), brasilianischer Ordensgeistlicher, Bischof von Assis
- Neves, José Maria (* 1960), kap-verdischer Politiker, Premierminister und Präsident von Kap Verde
- Neves, José Maria da Silva (1896–1978), brasilianischer Aquarellist, Architekt und Hochschullehrer
- Neves, Marcos (* 1988), brasilianischer Fußballspieler
- Neves, Maria das (* 1958), são-toméische Politikerin, Premierministerin von São Tomé und Príncipe
- Neves, Rogério Augusto das (* 1966), brasilianischer römisch-katholischer Geistlicher, Weihbischof in São Paulo
- Neves, Rúben (* 1997), portugiesischer FußballspielerRúben Neves (* 1997)

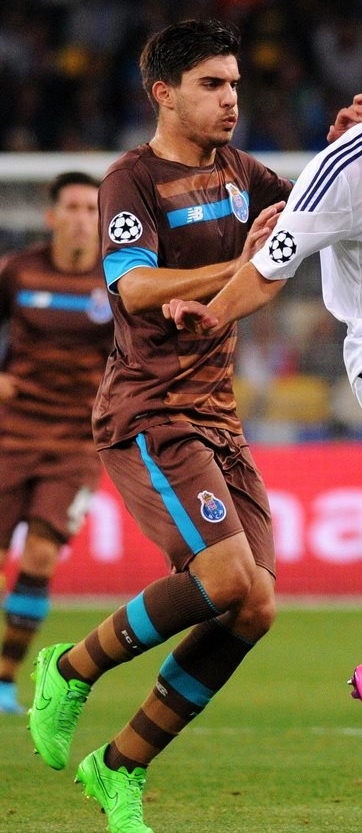
Rúben Neves (* 1997)

- Neves, Tancredo (1910–1985), brasilianischer Politiker
- Neves, Thiago (* 1985), brasilianischer Fußballspieler
- Neves, Tibúrcio da Costa (1953–1989), osttimoresischer Freiheitskämpfer
- Neves, Wilson das (1936–2017), brasilianischer Musiker der Música Popular Brasileira
- Neveu, Alfred (1890–1975), Schweizer Bobfahrer
- Neveu, André (* 1946), französischer Physiker
- Neveu, Boris (* 1986), französischer Kanute
- Neveu, Cyril (* 1956), französischer Motorradrennfahrer
- Neveu, Cyrille (* 1973), französischer Triathlet
- Neveu, Franz Anton von (1781–1837), deutscher Oberforstmeister und Gutsbesitzer
- Neveu, Franz Xaver von (1749–1828), Fürstbischof von Basel
- Neveu, Ginette (1919–1949), französische Violinistin
- Neveu, Jacques (1932–2016), belgischer Mathematiker
- Neveu, Pie Eugène Joseph (1877–1946), französischer Theologe und Apostolischer Administrator von Moskau
- Neveux, Éric (* 1972), französischer Komponist
- Neveux, François (* 1944), französischer Mediävist
- Neveux, Georges (1900–1982), russisch-französischer Schriftsteller, Dramatiker, Drehbuch- und Hörspielautor

### Nevi
- Neviandt, Heinrich (1827–1901), deutscher Theologe und Mitbegründer des Bundes Freier evangelischer Gemeinden
- Neviandt, Marie Charlotte (1826–1889), deutsche Übersetzerin, Ehefrau des freikirchlichen Theologen Heinrich Neviandt
- Nevid, Nicholas (* 1960), US-amerikanischer Schwimmer
- Nevil, Robbie (* 1958), US-amerikanischer Sänger, Songschreiber, Produzent und Gitarrist
- Nevill, Edmund Neville (1849–1940), britischer Astronom
- Nevill, George, 1. Baron Latymer († 1469), englischer Peer und Politiker
- Nevill, George, 5. Baron Bergavenny (1469–1535), englischer Adliger, Militärkommandant und Politiker
- Nevill, John, 3. Baron Latymer (1493–1543), englischer Adliger und Politiker
- Nevill, John, 5. Marquess of Abergavenny (1914–2000), britischer Peer und Politiker (Conservative Party)
- Nevill, Käte (1892–1972), deutsche Schauspielerin und Schauspiellehrerin
- Nevill, Mary (* 1961), britische Feldhockeyspielerin
- Nevill, Richard, 2. Baron Latymer (1468–1530), englischer Adliger und Politiker
- Neville, A. O. (1875–1954), australischer Beamter und Aborigines-Beauftragter
- Neville, Aaron (* 1941), US-amerikanischer Soul- und R&B-Sänger
- Neville, Alan de, Forstbeamter in England unter Heinrich II.
- Neville, Anne (1456–1485), Königsgemahlin von EnglandAnne Neville (1456–1485)

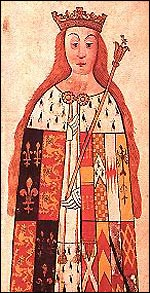
Anne Neville (1456–1485)

- Neville, Anne, 16. Countess of Warwick (1426–1492), englische Adlige
- Neville, Anne, Duchess of Buckingham († 1480), englische Adlige
- Neville, Cecily (1415–1495), Duchess of York
- Neville, Charles (1938–2018), amerikanischer Saxophonist
- Neville, Ciara (* 1999), irische Sprinterin
- Neville, Dan (* 1946), irischer Politiker und Abgeordneter im Dáil Éireann
- Neville, David (1908–1991), kanadischer Eishockeyspieler
- Neville, David (* 1984), US-amerikanischer Leichtathlet
- Neville, Denis (1915–1995), britischer Fußballtrainer
- Neville, Edgar (1899–1967), spanischer Filmregisseur, Produzent und Drehbuchautor
- Neville, Eric Harold (1889–1961), britischer Mathematiker
- Neville, Gary (* 1975), englischer Fußballspieler und -trainerGary Neville (* 1975)

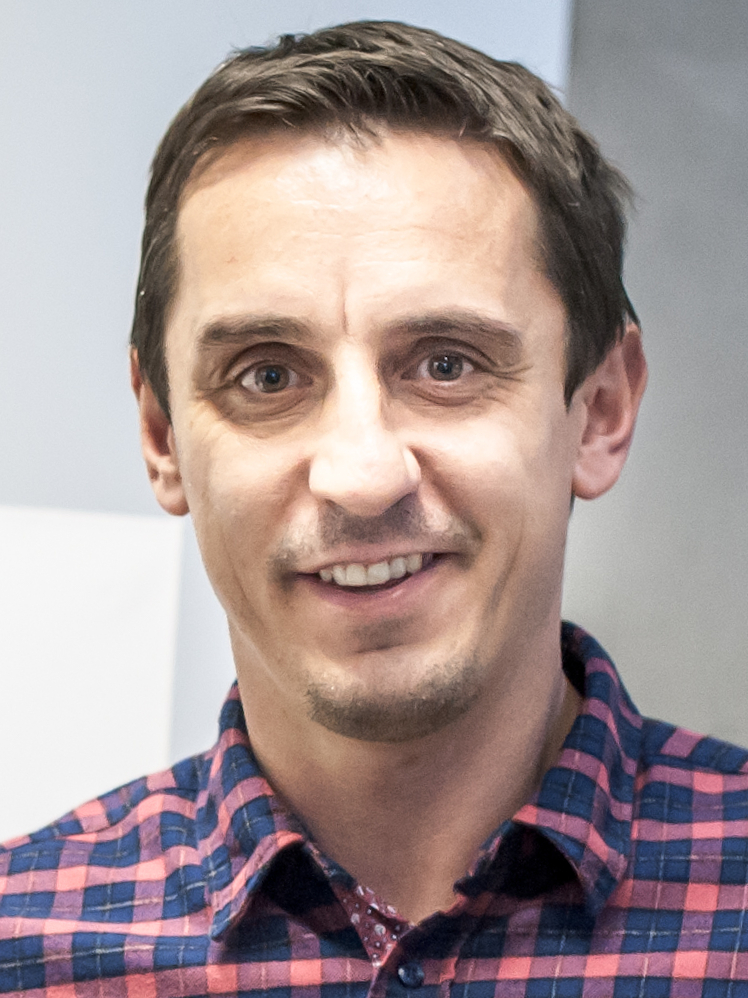
Gary Neville (* 1975)

- Neville, Geoffrey de, englischer Adliger, Seneschall der Gascogne und King’s Chamberlain of the Household
- Neville, George († 1476), Lordkanzler von England, Erzbischof von York
- Neville, Helen (1946–2018), kanadische Neurowissenschaftlerin
- Neville, Henry († 1469), englischer Ritter
- Neville, Henry (1620–1694), englischer Autor und Satiriker
- Neville, Hugh de, englischer Adliger und oberster Forstrichter
- Neville, Humphrey († 1469), englischer Ritter
- Neville, Isabella (1451–1476), Tochter von Richard Neville, 16. Earl of Warwick
- Neville, Ivan (* 1959), US-amerikanischer Rhythm & Blues und Funk Musiker
- Neville, Joe (* 1979), irischer Politiker (Fine Gael)
- Neville, John († 1502), englischer Ritter
- Neville, John (1925–2011), britisch-kanadischer Schauspieler
- Neville, John de, englischer Adliger und oberster Forstrichter
- Neville, John Gerald (1858–1943), irischer römisch-katholischer Ordensgeistlicher und Apostolischer Vikar von Sansibar
- Neville, John, 1. Marquess of Montagu († 1471), englischer Peer und Militär
- Neville, John, 3. Baron Neville de Raby († 1388), englischer Peer und Militär
- Neville, Joseph (1730–1819), US-amerikanischer Politiker
- Neville, Katherine, englische Adelige und Tochter von Ralph Neville, 1. Earl of Westmorland und von dessen Ehefrau Joan Beaufort
- Neville, Keith (1884–1959), US-amerikanischer Politiker
- Neville, Kris (1925–1980), amerikanischer Science-Fiction-Autor
- Neville, Margaret (1939–2025), britische Opernsängerin (Sopran)
- Neville, Morgan (* 1967), US-amerikanischer Filmproduzent, -regisseur und Drehbuchautor
- Neville, Phil (* 1977), englischer Fußballspieler und -trainer
- Neville, Ralph de († 1244), englischer Prälat und Staatsmann
- Neville, Ralph, 1. Earl of Westmorland (1364–1425), englischer Adliger
- Neville, Ralph, 2. Baron Neville de Raby († 1367), englischer Adliger
- Neville, Ranulph, 1. Baron Neville de Raby (* 1262), englischer Adliger
- Neville, Richard 16. Earl of Warwick (1428–1471), englischer AdligerRichard Neville, 16. Earl of Warwick (1428–1471)

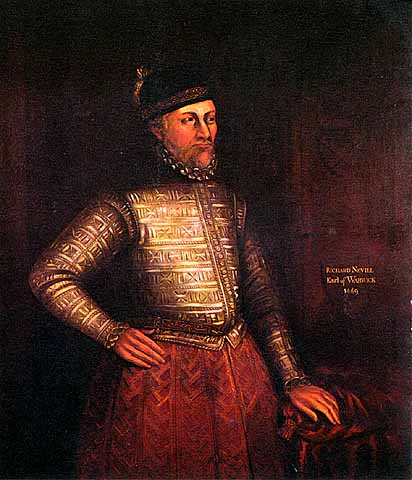
Richard Neville, 16. Earl of Warwick (1428–1471)

- Neville, Richard, 5. Earl of Salisbury (1400–1460), englischer Adliger
- Neville, Robert, englischer Militär
- Neville, Robert Cummings (* 1939), US-amerikanischer Philosoph, Theologe und Autor
- Neville, Scott (* 1989), australischer Fußballspieler
- Neville, Spencer (* 1990), US-amerikanischer Filmschauspieler
- Neville, Thomas († 1460), englischer Ritter
- Neville, Tom (* 1975), irischer Schauspieler und Politiker
- Neville, Wendell Cushing (1870–1930), Befehlshaber des amerikanischen Marine Corps
- Neville, William (1843–1909), US-amerikanischer Politiker
- Neville, William, 1. Earl of Kent († 1463), englischer Adliger und Politiker
- Neville-Jones, Pauline, Baroness Neville-Jones (* 1939), britische Diplomatin, Managerin und Politikerin
- Neville-Rolfe, Lucy, Baroness Neville-Rolfe (* 1953), britische Wirtschaftsmanagerin und Politikerin (Conservative Party)
- Nevin, Arthur (1871–1943), US-amerikanischer Komponist, Dirigent und Musikpädagoge
- Nevin, Bob (1938–2020), kanadischer Eishockeyspieler
- Nevin, Brooke (* 1982), kanadische SchauspielerinBrooke Nevin (* 1982)

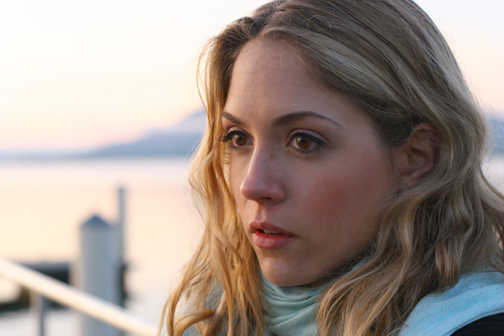
Brooke Nevin (* 1982)

- Nevin, Courtney (* 2002), australische Fußballspielerin
- Nevin, Ethelbert (1862–1901), amerikanischer Pianist und Komponist
- Nevin, Jim (1931–2017), australischer Radrennfahrer
- Nevin, John Joe (* 1989), irischer Boxer
- Nevin, Martin, US-amerikanischer Jazzmusiker (Kontrabass)
- Nevin, Michael (* 1998), irischer Boxer
- Nevin, Pat (* 1963), schottischer Fußballspieler
- Nevin, Robert M. (1850–1912), US-amerikanischer Politiker
- Nevins, Allan (1890–1971), US-amerikanischer Historiker
- Nevins, Andrea Blaugrund (1962–2025), amerikanische Dokumentarfilmerin, Fernseh- und Filmregisseurin, Produzentin und Drehbuchautorin
- Nevins, Claudette (1937–2020), US-amerikanische Schauspielerin
- Nevins, Jason (* 1970), US-amerikanischer Musikproduzent und Remixer
- Nevins, John (1932–2014), US-amerikanischer Geistlicher, römisch-katholischer Bischof von Venice
- Nevins, Sheila (* 1939), US-amerikanische Fernsehproduzentin und Filmemacherin
- Nevinskas, Romualdas (1911–1997), litauischer Fußballspieler
- Nevinson, Christopher (1889–1946), englischer Maler des Vortizismus
- Nevinson, George (1882–1963), britischer Wasserballspieler
- Nevinson, Margaret (1858–1932), englisch-britische Frauenwahlrechtsaktivistin, Sozialarbeiterin, Journalistin, Friedensrichterin und Autorin
- Nevis, Ben, deutscher Schriftsteller
- Nevitta, römischer Heermeister
- Nevius, John Livingston (1829–1893), US-amerikanischer presbyterianischer Missionar und Autor

### Nevl
- Nevland, Erik (* 1977), norwegischer Fußballspieler
- Nevland, Martin (* 2001), norwegischer Biathlet

### Nevo
- Nevo, Eshkol (* 1971), israelischer SchriftstellerEshkol Nevo (* 1971)

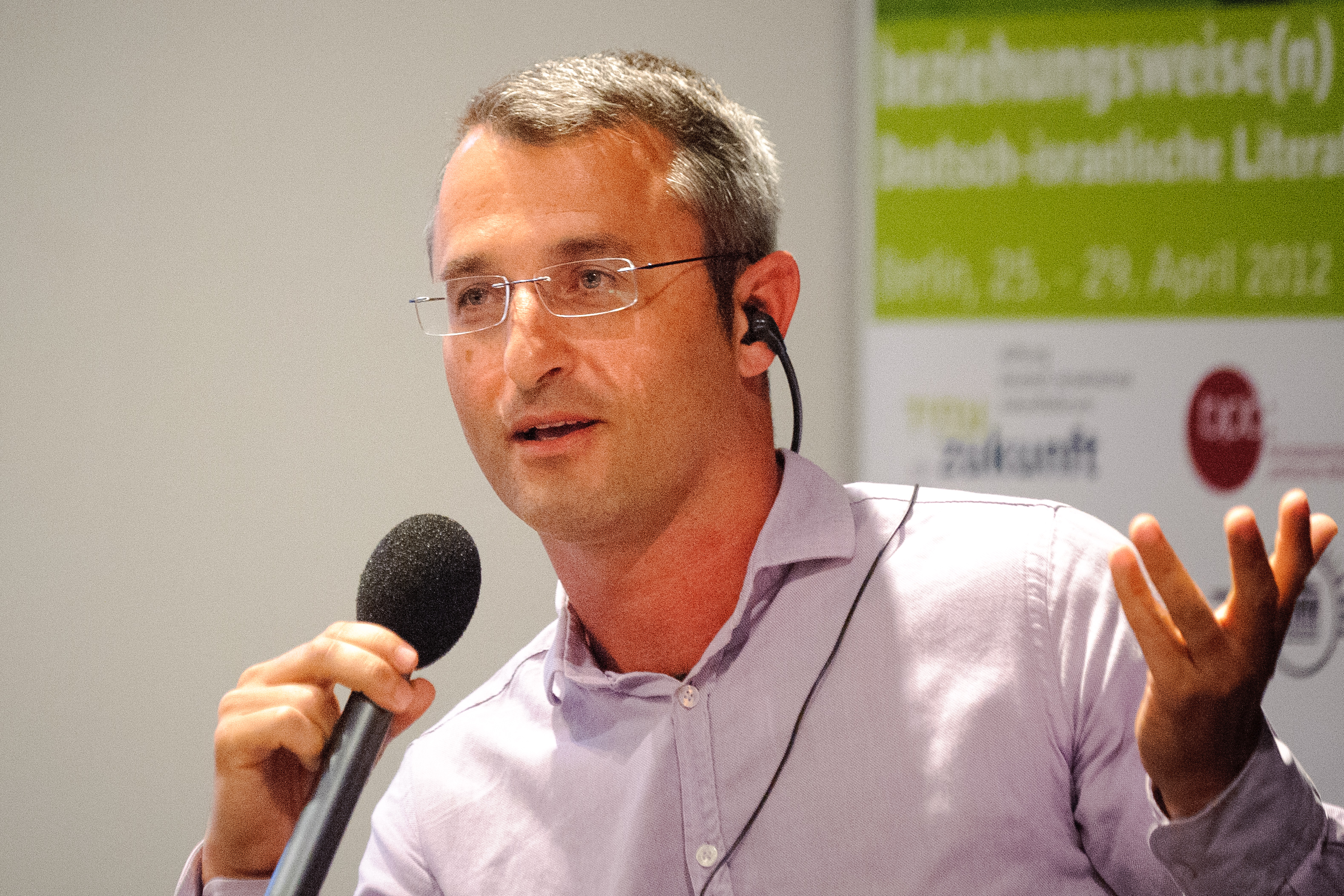
Eshkol Nevo (* 1971)

- Nevo, Gal (* 1987), israelischer Schwimmer
- Nevo, Yehuda (1932–1992), israelischer Archäologe
- Nevoigt, Friedrich Wilhelm (1859–1937), Fabrikant von Strickmaschinen und Fahrrädern
- Nevolihhin, Kelly (* 1992), estnische Leichtathletin
- Névot, Aurélie (* 1975), französische Anthropologin und Ethnologin

### Nevr
- Nevrivy, Ernst (* 1968), österreichischer Politiker (SPÖ), Landtagsabgeordneter und Gemeinderat
- Nevrkla, Kristina (* 1990), kroatische Fußballspielerin

### Nevs
- Nevşehirli Damat İbrahim Pascha († 1730), Großwesir des Osmanischen Reiches

### Nevu
- Nevulis, Petras (* 1965), litauischer Politiker